# 緑井駅
緑井駅（みどりいえき）は、広島県広島市安佐南区緑井四丁目にある、西日本旅客鉄道（JR西日本）可部線の駅である。駅番号はJR-B09。

## 歴史
- 1910年（明治43年）12月25日：大日本軌道広島支社線（当時）の古市橋駅 - 太田川橋停留場（現・上八木駅）間延伸時に緑井駅として開設[2]。
- 1919年（大正8年）3月11日：大日本軌道広島支社線が可部軌道へ譲渡、同社の駅となる。
- 1926年（大正15年）5月1日：可部軌道が広島電気と合併、同社の駅となる。
- 1931年（昭和6年）7月1日：広島電気線が広浜鉄道へ譲渡、同社の駅となる。
- 1935年（昭和10年）12月1日：停留場に降格、緑井停留場となる[2]。
- 1936年（昭和11年）9月1日：広浜鉄道国有化、鉄道省可部線所属となり、緑井駅に昇格[3]。
- 1948年（昭和23年）5月10日：小手荷物扱い開始[4]。
- 1960年（昭和35年）4月1日：業務委託駅化（日本交通観光社受託）[5]。
- 1973年（昭和48年）5月1日：国鉄（→JR）特定都区市内制度における「広島市内」の駅となる[6][注釈 1]。
- 1984年（昭和59年）2月1日：荷物扱い廃止[2]。
- 1987年（昭和62年）4月1日：国鉄分割民営化に伴い、西日本旅客鉄道（JR西日本）の駅となる[2]。
- 1992年（平成4年）11月1日：みどりの窓口営業開始[7]。
- 1994年（平成6年）
  - 2月27日：交換設備新設[8]。
  - 8月20日：大町駅新設に伴い、当駅折返し列車運行開始。
- 2007年（平成19年）
  - 7月26日：ICOCA対応簡易型自動改札機設置。
  - 9月1日：ICカード「ICOCA」が利用可能となる。
- 2014年（平成26年）8月20日：平成26年8月豪雨に伴い、広島市で土砂災害発生。当駅 - 可部駅間で8月31日まで運転を見合わせた[9][10][11][12]。
- 2022年（令和4年）4月22日：みどりの券売機を導入し、みどりの窓口の営業を終了[13]。
- 2024年（令和6年）8月1日：当駅での駅員の常駐を廃止し、インターホンでの遠隔対応に変更[14][15]。

## 駅構造

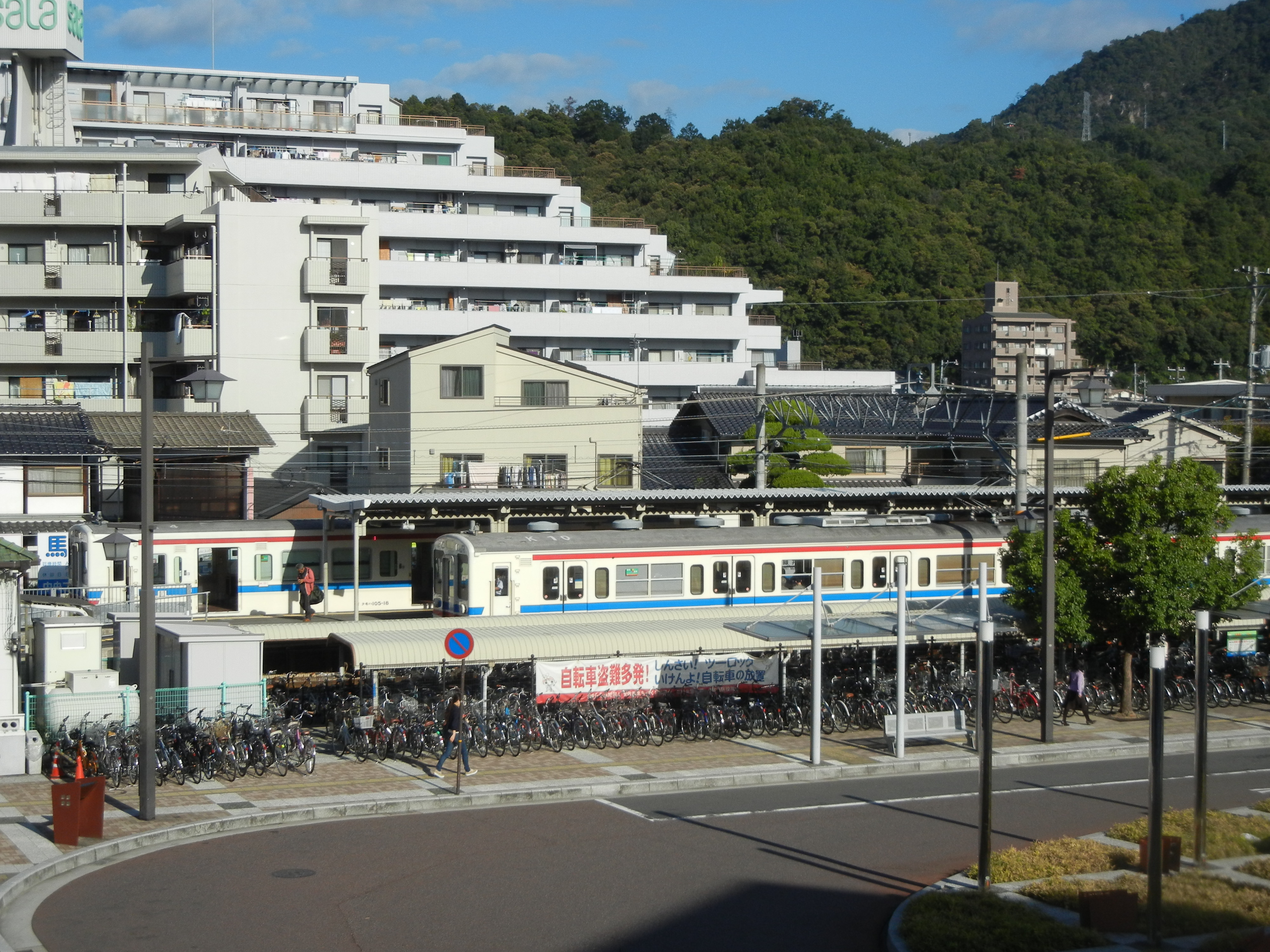
駅遠景（2012年10月）

島式ホーム1面2線を有する地上駅。駅舎は線路東側広島寄りにあり、ホームへは構内踏切で連絡している。
1994年（平成6年）に、大町駅の開業による古市橋駅から大町駅への旅客輸送量移動対応策として、緑井折返し列車新設のために交換設備を整備し、単式ホームから島式ホームになった。それに伴い、狭かった駅前周辺にも大掛かりな開発が及び、大型ロータリーや駐車場、バス停が新設され、100mの場所にラクア緑井、更に目の前にフジグラン緑井がオープンしている。
みどりの券売機が設置されている。駅員は周辺駅を含めて巡回を行うため当駅には常駐せず、改札口付近に設置されているインターホンにて対応を行う。
ICOCA（相互利用可能ICカードはICOCAの項を参照）が利用可能。JR特定都区市内制度における「広島市内」の駅である。

### のりば
| のりば | 路線   | 方向 | 行先           |
| ------ | ------ | ---- | -------------- |
| 1・2   | 可部線 | 上り | 横川・広島方面 |
| 1・2   | 可部線 | 下り | あき亀山方面   |

付記事項
- 基本的は1番のりばに広島方面、2番のりばに可部方面列車が停車する。但し場内信号の関係上、可部方面からは1番線にしか進入出来ない（出発は1・2番線共両方向対応）ため、当駅始発広島方面行は2番のりばを使用し、その間可部方面列車は1番のりばを使用する。
- 交換設備が新設される前は、線路西側（可部方面に向かって左側）に単式ホームを有する駅であったが、駅舎は現在同様、線路東側にあった。駅舎出入口は以前は駅舎南側（妻面）にあったが、現在は駅舎東側（前面）にある。

## 利用状況
以下の情報は、「広島市統計書」及び「広島市勢要覧」に基づいたデータである。
| 年度               | 1日平均 乗車人員 | 年度毎 総数 | 定期券 総数 | 普通券 総数 |
| ------------------ | ---------------- | ----------- | ----------- | ----------- |
| 1968年（昭和43年） | 647.0            | 472,337     | 373,860     | 98,477      |
| 1969年（昭和44年） | 566.6            | 413,647     | 310,398     | 103,249     |
| 1970年（昭和45年） | 546.6            | 399,003     | 300,632     | 98,371      |
| 1971年（昭和46年） | 537.6            | 393,542     | 299,966     | 93,576      |
| 1972年（昭和47年） | 488.3            | 356,492     | 272,734     | 83,758      |
| 1973年（昭和48年） | 554.5            | 404,807     | 274,232     | 130,575     |
| 1974年（昭和49年） | 652.0            | 475,990     | 330,442     | 145,548     |
| 1975年（昭和50年） | 691.4            | 506,107     | 351,386     | 154,721     |
| 1976年（昭和51年） | 742.7            | 542,168     | 376,124     | 166,044     |
| 1977年（昭和52年） | 721.8            | 526,942     | 357,814     | 169,128     |
| 1978年（昭和53年） | 721.7            | 526,839     | 370,572     | 156,267     |

以上の1日平均乗車人員は、乗車数と降車数が同じであると仮定し、年度毎総数を365（閏年が関係する1971・1975年は366）で割ったで、更に2で割った値を、小数点第2位で四捨五入。小数点一位の値にしたものである。
| 年度                | 1日平均 乗車人員 |
| ------------------- | ---------------- |
| 1979年（昭和54年）  | 754              |
| 1980年（昭和55年）  | 746              |
| 1981年（昭和56年）  | 797              |
| 1982年（昭和57年）  | 801              |
| 1983年（昭和58年）  | 791              |
| 1984年（昭和59年）  | 842              |
| 1985年（昭和60年）  | 893              |
| 1986年（昭和61年）  | 984              |
| 1987年（昭和62年）  | 1,249            |
| 1988年（昭和63年）  | 1,696            |
| 1989年（平成 元年） | 1,478            |
| 1990年（平成02年）  | 1,696            |
| 1991年（平成03年）  | 1,859            |
| 1992年（平成04年）  | 2,025            |
| 1993年（平成05年）  | 2,150            |
| 1994年（平成06年）  | 1,875            |
| 1995年（平成07年）  | 1,543            |
| 1996年（平成08年）  | 1,539            |
| 1997年（平成09年）  | 1,604            |
| 1998年（平成10年）  | 1,548            |
| 1999年（平成11年）  | 1,540            |
| 2000年（平成12年）  | 1,506            |
| 2001年（平成13年）  | 1,439            |
| 2002年（平成14年）  | 1,425            |
| 2003年（平成15年）  | 1,543            |
| 2004年（平成16年）  | 1,895            |
| 2005年（平成17年）  | 2,192            |
| 2006年（平成18年）  | 2,340            |
| 2007年（平成19年）  | 2,455            |
| 2008年（平成20年）  | 2,533            |
| 2009年（平成21年）  | 2,527            |
| 2010年（平成22年）  | 2,461            |
| 2011年（平成23年）  | 2,418            |
| 2012年（平成24年）  | 2,519            |
| 2013年（平成25年）  | 2,538            |
| 2014年（平成26年）  | 2,574            |
| 2015年（平成27年）  | 2,574            |
| 2016年（平成28年）  | 2,650            |
| 2017年（平成29年）  | 2,706            |
| 2018年（平成30年）  | 2,742            |
| 2019年（令和 元年） | 2,729            |
| 2020年（令和02年）  | 2,192            |
| 2021年（令和03年）  | 2,223            |
| 2022年（令和04年）  | 2,336            |

乗車数グラフ

## 駅周辺
- フジグラン緑井・緑井スカイステージ
  - TOHOシネマズ緑井
- ラクア緑井
- 芸備線安芸矢口駅（東1.5km）
- 広島下緑井郵便局
- 広島銀行緑井支店
- もみじ銀行緑井支店
- 広島信用金庫緑井支店
- 広島市立安佐中学校
- 広島市立緑井小学校
- 広島市立川内小学校
- 山陽自動車道 広島IC

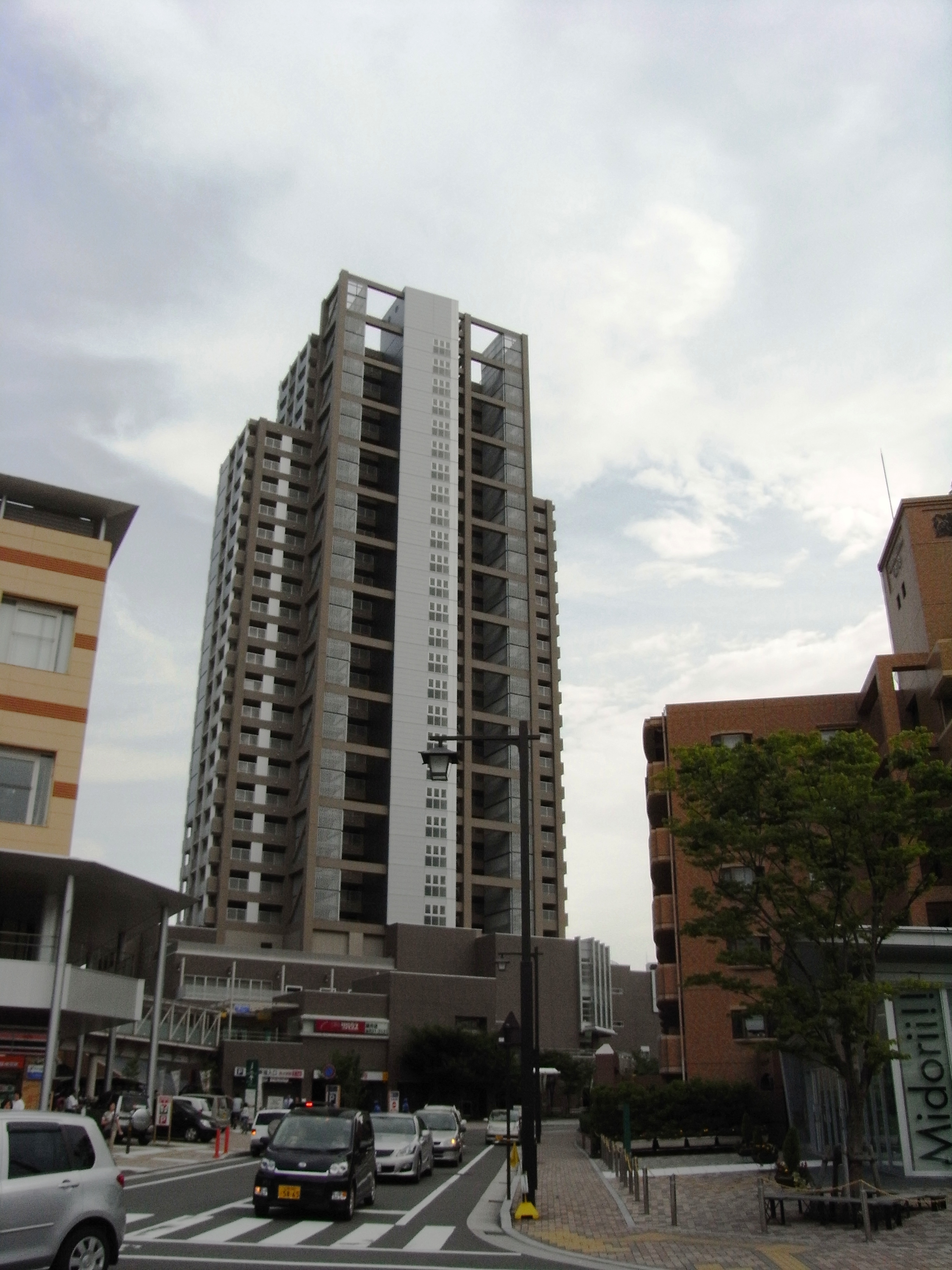
緑井スカイステージ

以前は天満屋広島緑井店の最寄駅でもあったが、同店は2022年6月末限りで閉店した。

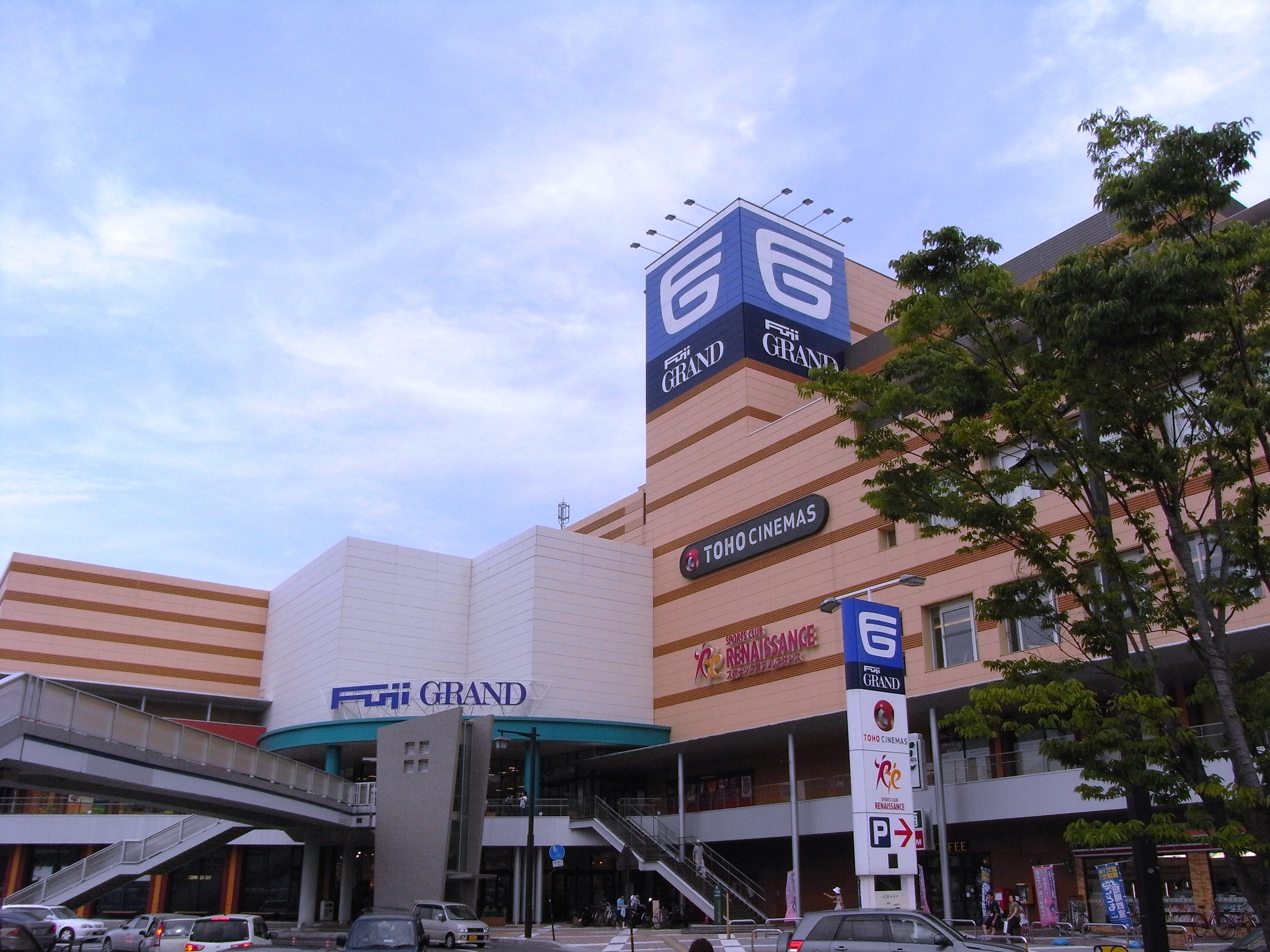
フジグラン緑井
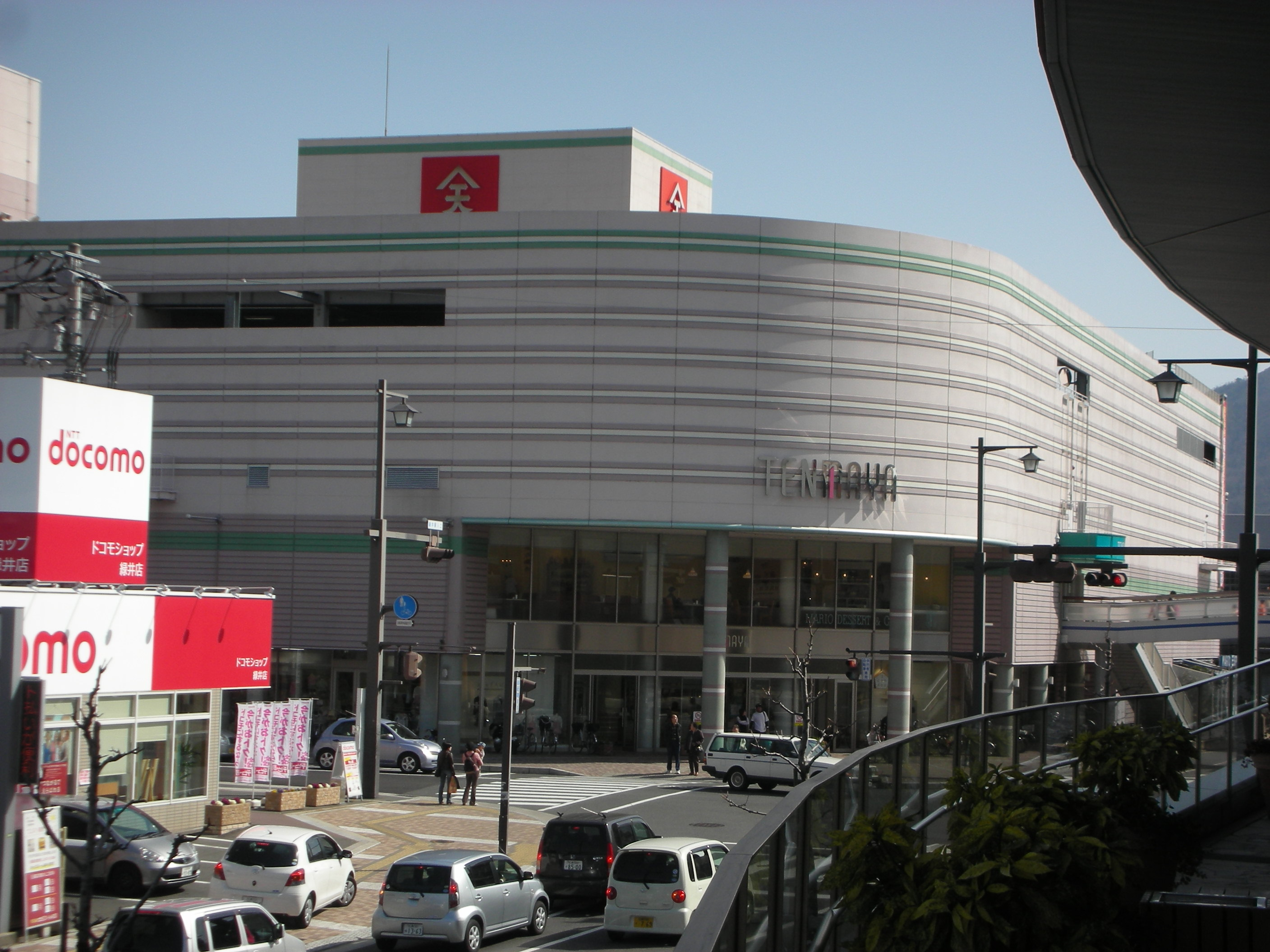
天満屋広島緑井店（2022年6月末限りで閉店）

## バス路線
緑井駅周辺には「中緑井」バス停などがあり、広島交通・広電バス・フォーブルが発着している。
中緑井（緑井駅前）バス停・緑井駅バス停
- 70 毘沙門台（）線 （広島交通） 毘沙門台方面
- 高陽・毘沙門台線（広島交通） 八木梅林・玖村駅前・高陽方面 平日のみ6本運行
- 緑井・高陽・北部医療センター線（広島交通） 矢口駅前・高陽方面 平日のみ1日3本
- 弘億線（広島交通） 安東駅・弘億団地方面
- 緑井循環バス 南循環（フォーブル） 川内方面
- 緑井循環バス 北循環（フォーブル） 八木方面

中緑井バス停（北行 七軒茶屋方面）
- 72 桐陽台（）・大林線（広島交通） 八木梅林方面
- 72 南原（）線（中緑井経由）（広島交通） 八木梅林方面
- 72 上根・吉田線（広電バス） 八木梅林方面
- 73 勝木線（広島交通） 八木梅林方面
- 73 豊平・琴谷線（広電バス） 八木梅林方面
- 緑井循環バス 南循環（フォーブル） 緑井駅行き
- 70 毘沙門台線（広島交通） 緑井駅・びしゃもん台方面 1日2-3本
- 緑井・高陽・北部医療センター線（広島交通） 緑井駅前行き 平日のみ1日3本

中緑井バス停（南行 中須方面）
- 72,73 （広島交通・広電バス） 下古市・祇園出張所前
- 緑井・高陽・北部医療センター線（広島交通） 矢口駅前・高陽方面 平日のみ1日3本
- 緑井循環バス 北循環（フォーブル） 八木方面

緑井五丁目（旧緑井天満屋前）バス停（北行 佐東出張所口方面 佐東バイパス経由）
- 74 上原（）線（佐東バイパス経由）（広島交通） 中島駅口方面
- 74 南原線（佐東バイパス経由）（広島交通） 中島駅口方面
- 74 三段峡線（佐東バイパス経由）（広電バス） 中島駅口方面

緑井五丁目（旧緑井天満屋前）バス停（南行 中須方面）
- 74 （佐東バイパス経由）（広島交通・広電バス） 下古市・祇園出張所前方面

## 隣の駅
西日本旅客鉄道（JR西日本）
 可部線
大町駅 (JR-B08) - 緑井駅 (JR-B09) - 七軒茶屋駅 (JR-B10)